# Ланкара
Ланкара (гал. Láncara, ісп. Láncara) — муніципалітет в Іспанії, у складі автономної спільноти Галісія, у провінції Луго. Населення — 2992 осіб (2009).
Муніципалітет розташований на відстані близько 410 км на північний захід від Мадрида, 23 км на південний схід від Луго.
Муніципалітет складається з таких паррокій: Армеа, Банде, Карраседо, Седрон, Галегос, Лагос, Лама, Ланкара, Ларін, Монсейро, Муро, Нейра-де-Кабалейрос, Олейрос, А-Побра-де-Сан-Шіао, Ріо, Ронфе, Соуто-де-Феррадаль, Тойран, Тольдаос, Тоубільє, Траслісте, Вілаестева-де-Ердейрос, Вілалео, Віламбран, Віларельйо, Вілоусан.

## Демографія
Динаміка населення (INE ):

## Галерея зображень

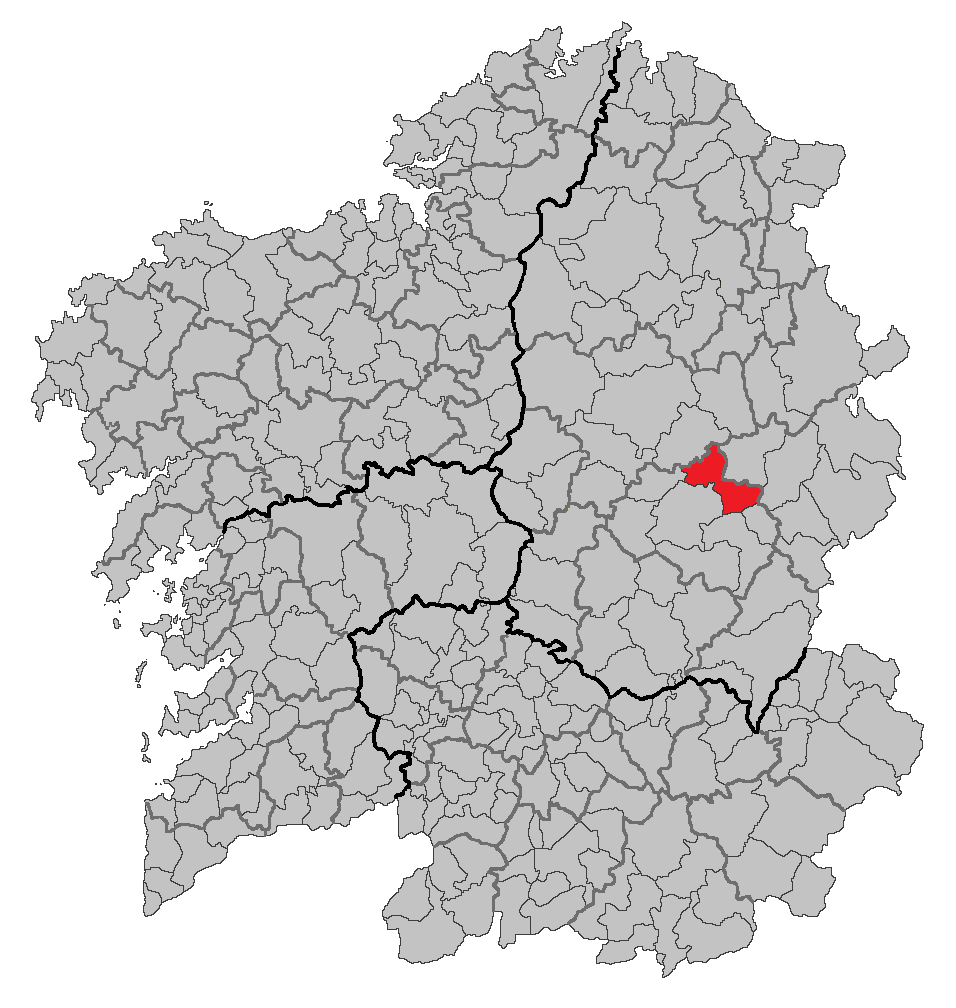
Розташування муніципалітету

## Парафії
Муніципалітет складається з таких парафій: 

## Релігія
Ланкара входить до складу Лугоської діоцезії Католицької церкви.